# (7638) Gladman
(7638) Gladman  es un asteroide perteneciente al cinturón de asteroides, descubierto el 26 de octubre de 1984 por Edward Bowell desde el Observatorio Lowell, en Estados Unidos.

## Designación y nombre
Comba se designó inicialmente como 1984 UX.
Más adelante, en 1999 fue nombrado en honor a Brett J. Gladman (nacido en 1966), un astrónomo y dinamista canadiense que ha hecho importantes contribuciones al modelado de la evolución dinámica de los objetos cercanos a la Tierra y el transporte de meteoritos, incluidos los de la Luna y Marte. Gladman también ha llevado a cabo estudios observacionales de objetos transneptunianos y en 1997 fue codescubridor de los dos satélites irregulares de Urano, Calibán y Sycorax.

## Características orbitales
Gladman orbita a una distancia media del Sol de 2,540 ua, pudiendo acercarse hasta 1,749 ua y alejarse hasta 3,330 ua. Tiene una excentricidad de 0,311 y una inclinación orbital de 6,809° grados. Emplea en completar una órbita alrededor del Sol 1478,29 días.

## Características físicas
Su magnitud absoluta es 13,71. Tiene 5,839 km de diámetro. Su albedo se estima en 0,248.